# Franz Goldammer
Werner Günther Franz Goldammer (* 25. Juli 1876 in Erfurt; † 18. Februar 1919 in Berlin) war ein deutscher Chirurg, Hochschullehrer und Stabsarzt.

## Leben
Franz Goldammer war ein Sohn des Bankdirektors Carl Goldammer.
Er studierte ab dem 31. März 1896 an der Kaiser-Wilhelms-Akademie für das militärärztliche Bildungswesen in Berlin. Im selben Jahr wurde er Mitglied des Pépinière-Corps Franconia. Er schied am 30. September 1900 aus der KWA aus und trat in die Preußische Armee. Zunächst war er Unterarzt im Infanterie-Regiment 29 in Berlin. Mit einer Doktorarbeit an der Geburtsklinik der Charité wurde er Anfang März 1902 zum Dr. med. promoviert.
Als Assistenzarzt (Beförderung am 17. Mai 1902) wurde er Anfang April 1904 von der Oberfeuerwerkerschule zur Schutztruppe für Südwestafrika kommandiert. Bis Juli 1905 war er in Deutsch-Südwestafrika bei der Schutztruppe für Südwestafrika und erlebte als Feldlazarettarzt den Kampf gegen die Hereros und gegen die Hottentotten beim Herero-Aufstand. Hier wurde er Mitte November 1904 zum Oberarzt befördert und schied Mitte November 1905 mit Wirkung zum 30. November 1905 aus der Schutztruppe aus. Vom 1. Januar 1906 bis 1. Mai 1908 war er zur chirurgischen Abteilung des Allgemeinen Krankenhauses Hamburg-Eppendorf kommandiert und ging dann Mitte Juli 1908 bis Mitte September 1909 als Kommandoarzt zum Ostasiatischen Detachement nach Peking. Anschließend kam er als Stabsarzt (Beförderung am 18. Oktober 1909) an die Kaiser-Wilhelm-Akademie. 1912 konnte er eine Studienreise an den Griechisch-Türkischen Kriegsschauplatz durchführen. Im Zweiten Balkankrieg leitete er das in Saloniki eingerichtete Kriegslazarett.

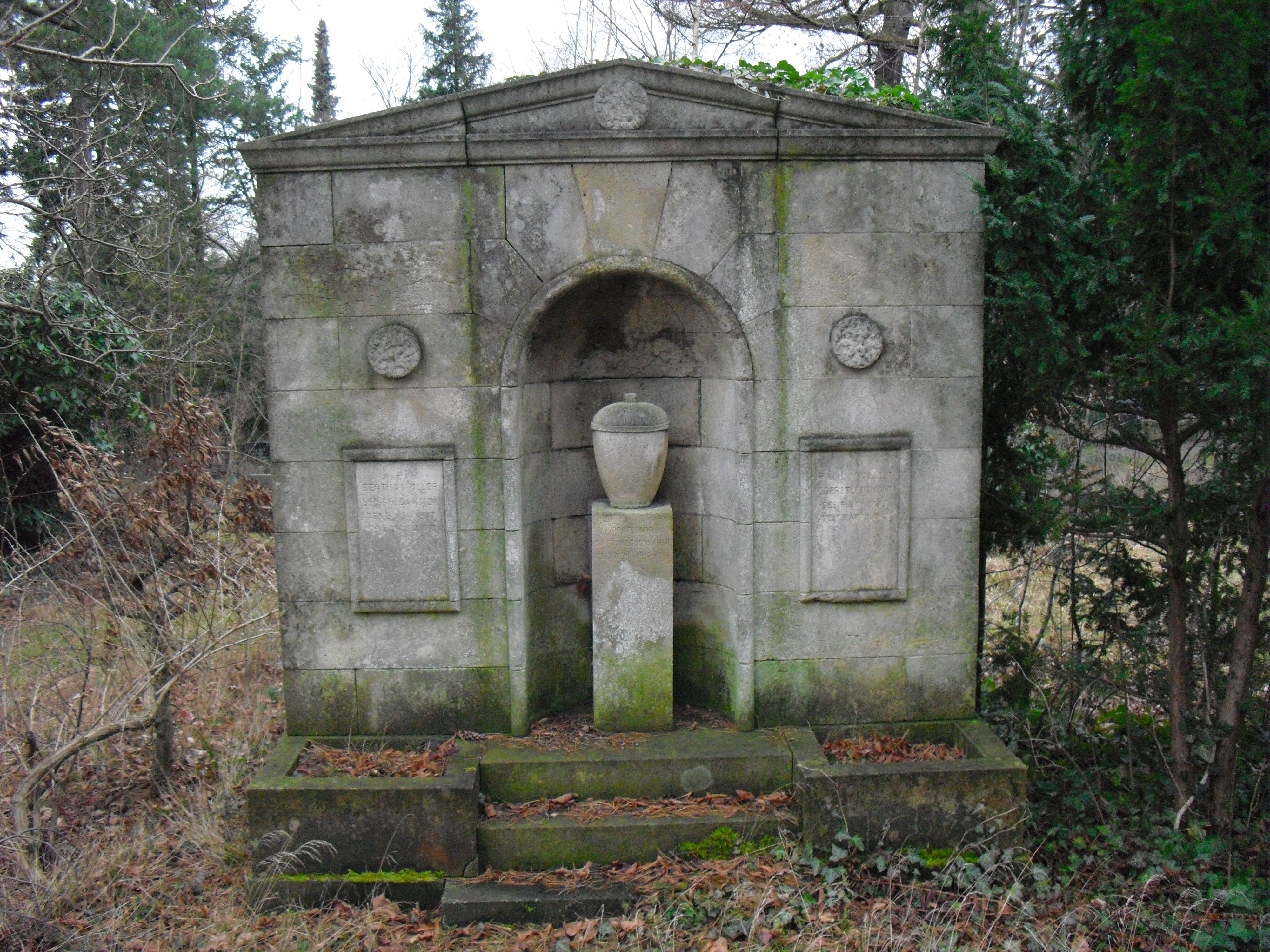
Grabstelle der Familie Goldammer auf dem Friedhof Steglitz, Januar 2018

1915 war er als beratender Chirurg beim 38. Reserve-Korps, dem späteren Beskidenkorps, und nahm an der Winterschlacht in Masuren teil. Kam dann mit dem Beskidenkorps an die Ostfront (Erster Weltkrieg), in die Karpaten, nach Galizien, Polen und Russland. Im Oktober 1915 wurde er für drei Jahre Leiter der deutschen Sanitätsmission für Bulgarien. Nebenbei war er u. a. noch Leiter der chirurgischen Zivilklinik am Landeskrankenhaus Alexanderhospital in Sofia. In dieser Position wurde ihm Ende 1917 das Prädikat Professor verliehen.
1919 starb Goldammer aufgrund einer Pneumonie durch die Spanische Grippe. In den Kösener Corpslisten steht bei seinem Sterbejahr ein Eisernes Kreuz mit dem Vermerk „an d. Kriegsf.“

## Werke (Auswahl)
- Kriegsärztliche Erfahrungen aus dem griechisch-türkischen und griechisch-bulgarischen Kriege 1912/13. In: Beiträge zur klinischen Chirurgie, 1914, S. 26.
- Röntgenologische Diagnostik der Erkrankungen des Magendarmkanals. 1907. In zweiter, erweiterter Auflage als Die Röntgendiagnostik der chirurgischen Erkrankungen des Verdauungskanals. 1918.
- Kriegsverletzungen der Blutgefäße und ihre operative Behandlung. In: Beiträge zur klinischen Chirurgie, Band 106, Heft 5, 1917.
- Die deutsche Sanitätsmission für Bulgarien. In: Deutsche militärärztliche Zeitschrift, 1919, Heft 7/8, S. 89 ff. und Heft 8/9, S. 113 ff.

## Nachrufe
- Zentralblatt für Chirurgie 46 (1919), S. 289.
- Fortschritte auf dem Gebiete der Roentgenstrahlen 26 (1919), S. 290.
- Laquer. Stabsarzt Prof. Dr. Franz Goldammer †. »Berliner Klinische Wochenschrift« 1919, Nr. 13, S. 310
  - Warmherziger Nachruf für den vorzüglichen Chirurgen und Menschen